# 法韦尔 (意大利)
法韦尔（義大利語：Faver），是意大利特伦托自治省的一个市镇。总面积9平方公里，人口839人，人口密度93.2人/平方公里（2009年）。ISTAT代码为022082。